# Farmeria
Farmeria é um género botânico pertencente à família Podostemaceae.